# عكاز

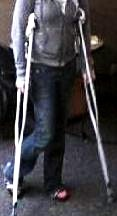
Using underarm crutches

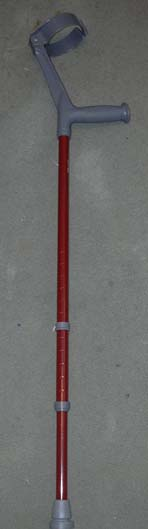
A typical forearm crutch

العكاز هي وسيلة تساعد الإنسان على التنقل في حال ضعف الحركة أو إصابة التي تحد من القدرة على المشي.

## أجهزة بديلة

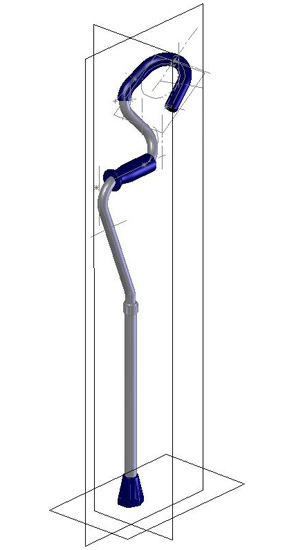
Innovative Crutch

## الأنواع
هناك عدة أنواع مختلفة من العكازات:
- الساعد.
- تحت الذراع.
- Strutters.
- المنصة.
- دعم الساق.

## المواد
1. الخشب.
2. سبائك الفلزات (وغالباً الصلب، سبائك الألومنيوم، سبائك التيتانيوم).
3. الكربون أو الألياف الزجاجية المركبة.
4. اللدائن الحرارية.
5. ألياف الكربون مع البوليمر المعزز.

## وصلات خارجية
- Video of patient using the oneCrutch knee support crutch